# Grizzlybeer
De grizzlybeer (Ursus arctos horribilis) is een Noord-Amerikaanse ondersoort van de bruine beer (Ursus arctos).

## Anatomie
De grizzlybeer is na de Kodiakbeer de grootste ondersoort van Ursus arctos. Sommigen kunnen, staand op de achterpoten, een lengte van drie meter bereiken en tot 389 kg zwaar worden. De dieren in Alaska zijn veel groter en zwaarder dan in Canada. De bouw van de beer is gericht op het zoeken en graven naar voedsel in de grond. De grizzlybeer heeft een zeer kenmerkende grote uitstekende spierbundel tussen de schouderbladen, die hem veel kracht in de voorpoten oplevert. Ook de nagels van de grizzlybeer zijn scherp en lang (zo'n 10 cm), en geschikt om in de aarde mee te wroeten. De snuit is vrij lang en heeft een gebogen vorm. De oren zijn vrij klein en rond.

## Gedrag
De omnivore grizzlybeer is een gulzig dier; vaak verstoppen ze voedselvoorraden in ondiepe holen. Hoewel het in de eerste plaats vegetariërs zijn, eten ze alles wat ze lekker lijkt. Hun dieet varieert per seizoen en bestaat zowel uit dierlijk als uit plantaardig voedsel: gras, wortels, bessen, noten, insecten, vis, reptielen en zoogdieren. Als ze honger hebben, kunnen ze andere dieren aanvallen, en ook aas zullen ze niet laten liggen. Het zijn uitstekende zwemmers, en in het juiste seizoen vissen ze zalm uit de rivier.
De grizzlybeer houdt in de winter een winterslaap. De beer trekt zich voor enkele maanden terug in een hol, vaak op berghellingen boven 2000 meter, dat slechts één à twee meter in de grond is uitgegraven en waar de beer precies inpast. Gedurende deze periode teert de beer in op zijn vetvoorraad. Daarnaast hebben onderzoekers gevonden dat de grizzlybeer een eiwit bezit dat ureumzouten afbreekt en omzet tot weer nuttige eiwitten.
Een berin werpt twee of drie jongen in het hol waar zij overwintert. De melk waarmee de jongen worden gevoed bevat zo'n 30% melkvet, waardoor de jongen in enkele maanden groeien van een halve kilo tot enkele tientallen kilo's aan het einde van de winter.

## Stofwisseling
Tijdens de herfst, als de beren een vetreserve opbouwen voor de winter, neemt hun gewicht met 50% en hun vetpercentage met 100% toe. Het vreemde is echter dat, hoewel de beren dan aan obesitas lijden hun gevoeligheid voor insuline niet afneemt, dit in tegenstelling tot bij mensen. Bij het overgrote deel van patiënten met obesitas reageren hun cellen juist minder op insuline, hetgeen vroeg of laat resulteert in diabetes type 2. Bij enkelen echter niet; het eiwit PTEN in vetcellen blijkt bij hen niet zo actief. Dit is ook van toepassing op de grizzly. Doch tijdens hun winterslaap wordt de beer ongevoelig voor insuline. Zodra ze sterk vermagerd uit deze winterslaap ontwaken, wordt hun lichaam weer gevoeliger voor insuline. Op de een of andere manier schakelen de beren dit mechanisme ieder jaar aan en uit. Hierdoor worden tijdens de seizoenen grote verschillen in stofwisseling mogelijk. Dit zou erop kunnen wijzen dat de samenhang tussen zwaarlijvigheid, diabetes type 2 en gevoeligheid voor insuline anders is dan de wetenschap tot dusver aannam, wat uiteraard zijn weerslag heeft op diabetesonderzoek bij de mens.

## Leefgebied
De grizzly kwam  in het gehele gebied van de Rocky Mountains voor. De Amerikaanse kolonisten (die de minder gevaarlijke zwarte beer gewend waren) kwamen hem daar op hun tocht naar het westen tegen. Deze ontmoeting liep vaak slecht af. Soms voor de mens, maar uiteindelijk vooral voor de beer. Vandaag de dag komt het dier vooral nog in een aantal natuurparken voor, in de Verenigde Staten zijn alleen nog populaties in Yellowstone National Park en in Alaska. In Canada leven ze nog in het westen rond Jasper National Park en Banff National Park.
In Yellowstone betekende de herintroductie van de wolf in 1995 goed nieuws voor de grizzly. De wolven dunden het aantal wapitiherten drastisch uit van 19.000 tot 3.000. Hierdoor kregen bessenstruiken een kans. Deze bessen zijn een favoriete snack voor de beren als ze vetreserves voor hun winterslaap aanleggen.
In Californië is de Californische grizzlybeer (Ursus arctos californicus) uitgestorven. Toch wordt de beer nog steeds als symbool van Californië gebruikt en staat hij centraal op de vlag van die staat.

## Contact met mensen
Grizzlyberen en mensen gaan slecht samen in een gebied. Beren zijn erg intelligent en hebben al gauw in de gaten dat er uit afvalbakken, automobielen of rugzakken veel makkelijker voedsel te halen valt dan uit de vrije natuur. Zij worden daardoor al snel 'probleemberen' die de parkbezoeker lastig blijven vallen. Deze probleemberen worden soms afgeschoten, maar soms worden ze ook verplaatst en voorzien van een merkteken. Mochten ze blijven terugkeren dan worden ze vaak alsnog afgeschoten.

### Aanvallen op mensen
Normaal gesproken zal een beer niet snel een mens aanvallen, zeker niet als gepaste afstand wordt gehouden tot de dieren (door de Canadese parkautoriteiten wordt een afstand van minstens 100 meter aangehouden). Als ze niet worden benaderd en met rust worden gelaten, zijn beren geen bedreiging. Wijfjes met jongen zijn door hun drang het kroost te beschermen vaak eerder geneigd aan te vallen dan wanneer ze alleen zijn. Wordt men toch aangevallen dan is roerloos blijven liggen het verstandigste zodat de beer denkt dat zijn mogelijke belager dood is of geen bedreiging meer vormt. De aanval zal dan meestal worden gestopt. Terugvechten heeft geen zin. Ook wegrennen is niet wijs, want de beer is sneller en kan beter rennen.

## Fotogalerij

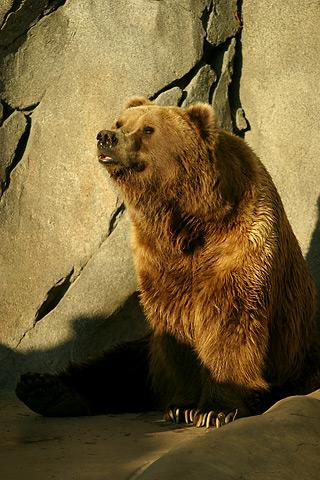
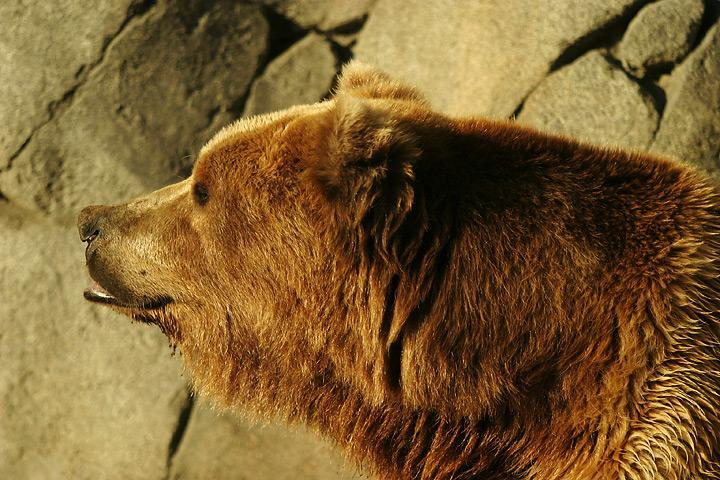
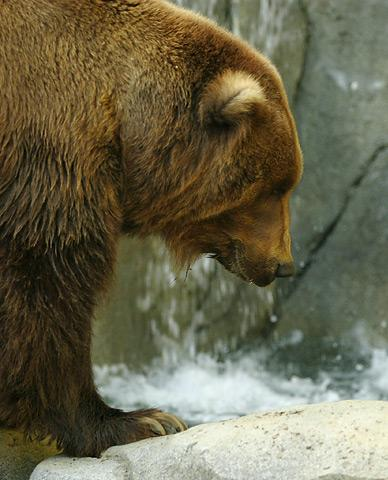

Europese bruine beer (U. a. arctos) · Kamtsjatkabeer (U. a. beringianus) · Oost-Siberische bruine beer (U. a. collaris) · U. a. dalli · Gobibeer (U. a. gobiensis) · U. a. gyas · Grizzlybeer (U. a. horribilis) · Isabelbeer (U. a. isabellinus) · Oessoeribeer (U. a. lasiotus) · Marsicaanse bruine beer (U. a. marsicanus) · Kodiakbeer (U. a. middendorffi) · Tibetaanse blauwe beer (U. a. pruinosus) · U. a. pyrenaicus · U. a. sitkensis · U. a. stikeenensis · Syrische bruine beer (U. a. syriacus)